# Grant Blackwood
Grant Blackwood (n. 7 iunie 1964, SUA) este un scriitor american de thrilleruri, care a lucrat, de asemenea, ca „scriitor-fantomă” pentru câțiva autori. A scris singur cărțile din seria Briggs Tanner și, împreună cu Clive Cussler, cărțile din seria Aventurile soților Fargo (Fargo Adventures). Romanul Aurul spartanilor (Spartan Gold, 2009, scris împreună cu Cussler) a fost inclus pe locul 10 în lista bestsellerurilor de ficțiune alcătuită de ziarul american New York Times. Este un veteran al Marinei Americane.

## Romane

### Seria Briggs Tanner
- End of Enemies (2001)
- Wall of Night (2002)
- Echo of War (2003)

### Seria Aventurile soților Fargo (împreună cu Clive Cussler)
- Spartan Gold (2009; traducere în limba română Aurul spartanilor, 2010)
- Lost Empire (2010; traducere în limba română Imperiul pierdut, 2011)
- The Kingdom (2011; traducere în limba română Regatul, 2011)

### Seria Jack Ryan Jr.
- Dead or Alive (2010; traducere în limba română Viu sau mort, 2014), în colaborare cu Tom Clancy
- Tom Clancy: Under Fire (2015)
- Tom Clancy: Duty and Honor (2016)

### Seria Splinter Cell (sub pseudonimul „David Michaels”)
- Tom Clancy's Splinter Cell: Checkmate (2006)
- Tom Clancy's Splinter Cell: Fallout (2007)

### Seria EndWar (sub pseudonimul „David Michaels”)
- Tom Clancy's EndWar (2008)
- Tom Clancy's EndWar: The Hunted (2011)

### Seria Tucker Wayne (împreună cu James Rollins)
- The Kill Switch (Tucker Wayne #1) (2014)
- War Hawk (Tucker Wayne #2) (1 ianuarie 2016)[7]

## Povestiri
- „Sacrificial Lion” (2006) în antologia Thriller, editată de James Patterson

## Premii
Grant Blackwood a fost finalist al Premiului literar Minnesota Book Awards pentru ficțiune populară în anul 2002 pentru romanul End of Enemies.

## Legături externe
- Site oficial